# Ludwig Kronstrand
Ludwig Per Johan Kronstrand, född 29 juni 1997 i Stockholm, är en svensk sångare. Han har sedan år 2015 varit en av gruppmedlemmarna i musikgruppen Hov1, en musikgrupp som efter sommaren 2025 kommer att lägga ner. Han har amerikanskt påbrå genom fadern Jonathan Kronstrand, då denne ursprungligen föddes till en hemlös mor i New York, för att sedan som ettåring bli bortadopterad till Sverige.
Kronstrand var under sin tonårsperiod i ett förhållande med sångerskan Zara Larsson, som varade fram till år 2014. Låten "Never Forget You", som exflickvännen sjunger tillsammans med artisten MNEK, är skriven för att handla om den kärlek som de tidigare har haft för varandra.